# Sequestro di Silvia Melis
Il sequestro di Silvia Melis fu un rapimento a scopo estorsivo avvenuto in Sardegna, in Ogliastra, nel 1997. Il fatto è noto anche per il coinvolgimento di personaggi tra i quali Nicola Grauso, allora editore de L'Unione Sarda, il giudice Luigi Lombardini, il direttore de L'Unione sarda Antonangelo Liori e il fotoreporter Antonello Zappadu. Il sequestro durò 265 giorni.

## Storia
Il 19 febbraio 1997 Silvia Melis, imprenditrice e consulente del lavoro di Tortolì, figlia di un facoltoso ingegnere, viene rapita mentre ritornava a casa in macchina. I banditi la portano via dopo averla legata, bendata e imbavagliata, lasciando sull'auto il figlio Luca di quattro anni. Il 15 luglio la trattativa con i rapitori entrò nella fase finale, ma l'incontro con i banditi per il pagamento del riscatto non ebbe tuttavia luogo. Da un sacerdote suo amico venne chiesto al fotoreporter d'inchiesta Antonello Zappadu di consegnare un messaggio ai rapitori. Silvia Melis venne trasferita in una tenda per gli ultimi 74 giorni, fino a quando l'11 novembre dello stesso anno riuscì a liberarsi e venne trovata vicino a Nuoro sul ciglio di una strada provinciale da due agenti in borghese.
La famiglia Melis sostenne di non aver pagato alcun riscatto. Nicola Grauso, imprenditore, rivelò invece di aver pagato, nelle campagne di Esterzili e di Ulassai, il riscatto per la liberazione della rapita. La magistratura cagliaritana smentirà che fosse vero, asserendo che Silvia Melis si sarebbe liberata da sola. Tuttavia Grauso manterrà le sue posizioni, finendo indagato per tentata estorsione ai danni di Tito Melis e per calunnia nei confronti dei giudici. Si sospetta che il latitante Attilio Cubeddu sia stato l'organizzatore del sequestro, finora non è stata provata la sua colpevolezza. Si susseguono varie ipotesi sul riscatto, tra cui quella che sarebbe stato pagato dal Sisde, che il ministro dell'interno Giorgio Napolitano definì "solo fantasie", fino a quando il 20 novembre lo stesso Tito Melis dichiara di aver pagato lui stesso il riscatto, di cui un miliardo di lire messo a disposizione da lui, 400 milioni da Grauso e un altro miliardo da entità non meglio definite.

## Le indagini
La donna raccontò agli inquirenti di essere stata tenuta prigioniera in cinque posti diversi che vennero poi individuati durante le indagini tranne uno, una grotta. Il 29 maggio 1999 vennero arrestati Antonio Maria Marini, sua madre Grazia Marine, Pasqualino Rubanu e Andrea Nieddu. La testimone Anna Maria Rubatta, vicina di casa di Grazia Marine, riferì agli investigatori di aver visto, la notte del 5 giugno 1997, Antonio Maria Marini e Pasqualino Rubanu uscire dalla casa a Nuoro con una persona incappucciata. Anna Maria Rubatta successivamente ritrattò le accuse rinunciando al programma di protezione.

## Il processo
Nell'ambito del processo ai sequestratori, condotto in primo grado e in appello dai giudici Mauro Mura e Gilberto Ganassi, furono riconosciuti colpevoli gli orgolesi Antonio Maria Marini, sua madre Grazia Marine e Pasqualino Rubanu. Durante il processo di primo grado, il 4 giugno 2001, vennero condannati Antonio Maria Marini a 30 anni di carcere, Pasqualino Rubanu a 26 anni e Grazia Marine a 25 anni e sei mesi; il quarto imputato, Andrea Nieddu, venne assolto per non aver commesso il fatto.
Il processo d'appello il 20 dicembre 2002 ribaltò la sentenza assolvendo tutti e tre gli imputati ma un anno dopo, il 23 ottobre 2003, la Cassazione annullò la sentenza di secondo grado disponendo un nuovo processo d'appello. Nel processo d'appello bis, Antonio Maria Marini, sua madre Grazia Marine e Pasqualino Rubanu, i carcerieri di Silvia Melis, vennero ritenuti colpevoli dalla Corte d'Appello di Sassari che li condannò confermando la sentenza dei giudici di primo grado. 30 anni di carcere sono stati inflitti ad Antonio Maria Marini, 26 anni a Pasqualino Rubanu, mentre Grazia Marine è stata condannata a 25 anni e sei mesi.

## Controversie
Nonostante si fosse inizialmente negato il pagamento del riscatto, venne rivelato il pagamento di 2,4 miliardi e, una volta liberato l'ostaggio, se ne attribuì il merito alla pressione delle forze dell'ordine e alla disattenzione di uno dei carcerieri. Questa versione non aveva subito convinto e non resse a tutte le verifiche e poi emerse che per la liberazione vennero pagati due miliardi e quattrocento milioni; quattrocento milioni vennero consegnati da Nicola Grauso a due emissari che li consegnarono a un intermediario che preparò il terreno per la trattativa parallela e intervenuto solo all'inizio, per poi ritirarsi lasciando il compito di concludere ad altri. La trattativa venne interrotta da un contrattempo la notte tra il 12 e il 13 luglio dovuto alla mancata consegna di un miliardo che innervosì i rapitori che alzarono il prezzo chiedendo cinque miliardi per poi sparire per oltre due mesi senza farsi sentire.
Il padre di Silvia Melis avviò una seconda trattativa che concluse l'accordo per due miliardi da pagare in una volta sola il quattro novembre, tramite Grauso che incontrò gli emissari della banda e consegnò il denaro. Silvia Melis era stata intanto già trasferita nella tenda tra Orgosolo e Nuoro, dove il suo carceriere allentò la catena e poi si allontanò per permettere alla giovane di allontanarsi raggiungendo la strada dove venne soccorsa da un'auto di passaggio. La verità non venne raccontata perché era stata aggirata la legge sul blocco dei beni. Silvia sarebbe stata tenuta nascosta in casa di amici ancora un paio di giorni, il tempo di organizzare una liberazione credibile. L'11 pomeriggio Silvia sarebbe tornata in montagna, facendosi trovare sul ciglio della strada da alcuni automobilisti che avrebbero voluto prestarle soccorso; lei avrebbe rifiutato per aspettare la polizia. Questa versione è stata sempre rigettata dalla famiglia Melis; anche dopo 20 anni dal sequestro, Silvia Melis ha affermato di essersi liberata da sola, mentre il carceriere (un uomo mai arrestato e forse deceduto per malattia alcuni anni dopo) si era allontanato per recuperare del cibo, dopo aver lasciato allentata la catena per errore. La Melis avrebbe passato alcune ore a casa del questore, dove poté lavarsi dopo 9 mesi, e rivestirsi con indumenti puliti forniti dalla moglie del funzionario.

Circolarono argomenti complottistici, come quello secondo cui il sequestro sarebbe stato falso o il riscatto pagato dal SISDE: 
(Silvia Melis)
Per le ombre del sequestro, oltre a Grauso, vengono anche indagati Luigi Lombardini, giudice noto per la lotta ai sequestri, l'avvocato Antonio Piras (accusati, come Grauso, di aver fatto credere a Tito Melis di aver contattato i rapitori) e Antonangelo Liori, accusato di aver portato da Grauso il medico che curò Sivia Melis dopo il sequestro. Successivamente viene indagato, per estorsione e favoreggiamento, Luigi Garau, difensore della famiglia Melis. Si sospetta che il giudice Lombardini, insieme ad altri, abbia avuto un ruolo nel convincere la famiglia Melis a pagare il riscatto e viene accusato dei reati di falso, calunnia ed estorsione; gli inquirenti indagano a seguito della denuncia del padre della Melis, che ha raccontato di essere stato raggiunto di notte da Lombardini che gli avrebbe intimato di pagare un miliardo come riscatto e di scrivere una lettera nella quale affermava che i giudici di Cagliari che indagavano sul sequestro erano d'accordo col pagamento illegale del riscatto. L'11 agosto 1998 Lombardini, poco dopo un interrogatorio dei magistrati di Palermo, si suiciderà nel proprio ufficio. Ne seguiranno accese polemiche: Grauso entrerà per questo in prorompente polemica con la magistratura di Palermo e di Cagliari e la Procura della Repubblica di Cagliari decise di commissariare il gruppo Grauso per debiti.

## Processo per estorsione
Nicola Grauso, Federico Garau, avvocato, e Antonangelo Liori, giornalista, vennero accusati di estorsione in concorso nei confronti della famiglia Melis e processati; l'accusa principale era quella di estorsione perché, secondo i pm, Grauso e gli altri imputati, avrebbero fatto da mediatori tra i sequestratori e la famiglia Melis, intascandosi un miliardo che l’imprenditore aveva consegnato per il riscatto. Nel 2010 Grauso, Garau e Liori vennero assolti riguardi l'estorsione ai danni della famiglia Melis in quanto il fatto non sussiste, sentenza poi confermata in appello, assolvendoli anche dall'accusa di diffamazione.